# 古田翠
古田 みどり（ふるた みどり）は、日本の歌手、ダンサー、女優。

## 人物
中学生から歌を学び、シンガーとしての顔ももつ。昭和音楽芸術学院ミュージカル科、JTBエンタテインメントアカデミー1期生を卒業。IKKO  Happy Girlsの元メンバーで、脱退後はゴスペル、ジャズシンガー、ゴスペルディレクターといてシンガー活動、歌唱指導にあたる。2011年より現在まで多数コンサートに出演、ソロを歌う。フィットネスインストラクター、トレーナーの顔ももつ。

## 出演
2009年
avex「ウルトラアゲアゲDancing」
IKKO愛をこめて09 ～30ヶ所全国ツアーのHappy Girlsのメンバーとして出演
2011年
Gospel Connectionニューヨーク、ニュージャージーコンサート
2015年
Japan Mass Choir 日本初1000人でレコーディングする企画にディレクターの一人として関わり、レコーディングにも参加。
JMCアメリカコンサートツアーにディレクター、シンガーとして参加。
Japan Mass ChoirBillboardでGospel部門3位を記録
2016年
フジテレビ境界線クイズに出演、
50キロ痩せた姿を披露し、ユニット時代の映像も公開された。
2017年
TOKYO MXTV2
ドラマ「妖ばなし」
9話「こんな晩」奈緒 役 (主演)
13話「狼の眉毛」送り狼 役
また「妖ばなし」
本編にてBGMにてスキャット歌唱を担当

## ラジオ
「劇団ふたりぼっち」レギュラー出演　2016年8月～
カフェあめだま「あめらじ」 ゲスト出演 2017年3月